# 淳于恭
淳于恭（？—80年），字孟孫，北海郡淳于（今山東省安丘縣）人。善於講解《老子》，清靜不慕榮利。東漢侍中。

## 生平
淳于恭家有山田，種植果樹，有人跑去偷果實，淳于恭就幫他採收。又看見有人偷割穀類作物的幼苗，淳于恭擔心他人會感到愧疚，於是躲在草叢中，等偷盜的人離開後才出來，鄉里的人因這件事受感化。

### 隱居養志
新朝末年，到處發生饑荒、戰亂。淳于恭的哥哥淳于崇將被強盜煮食，淳于恭請求代替，結果兩人平安無事。淳于崇去世後，淳于恭親自撫養侄兒，教誨侄兒學習，如果侄兒不守法度，就鞭打自己，來感化侄兒，侄兒感到慚愧而改過。後來村莊開始被盜賊侵擾，百姓放棄耕種，淳于恭常常獨自一人耕田，鄉人勸他說：「現在時勢大亂，生死都不知道。何必白白耕種自討苦吃呢？」淳于恭說：「即使我沒能有所收獲，對別人有何損失。」於是繼續耕種。後來州郡連續徵召，淳于恭都沒有前往任職。於是隱居養志，躲在山澤之中。一舉一動，都符合禮儀法度。建武年間，郡裏舉他做孝廉、受司空提拔，都不願前往。隱居在琅邪黔陬山，一住就住了幾十年。

### 平步青雲
建初元年（公元76年），漢章帝下詔書稱讚淳于恭的品德，通知郡裏賜他綢帛二十匹，遣公車，任命淳于恭為議郎。引見一整天，詢問時政，升任淳于恭為侍中騎都尉，禮待甚優。他所舉荐的賢人，全都受到徵召任用。不論進對或陳述政見，淳于恭都以道德爲本，漢章帝和淳于恭的談話，沒有一次不說好的。

### 白虎觀會議
建初四年（公元79年），漢章帝詔丁鴻與樓望、少府成封、屯騎校尉桓郁、衛士令賈逵、班固及廣平王劉羨等人在北宮白虎觀討論《五經》相同和不同的見解。漢章帝命五官中郎將魏應承命發問，時任侍中的淳于恭向上奏報，由漢章帝親自作出裁決，將結果記錄下來，撰成《白虎議奏》。丁鴻在論難中才高一籌，漢章帝稱他殿中無雙丁孝公。

### 病重逝世
建初五年（公元80年），淳于恭病重，漢章帝派人慰問，淳于恭在任內去世。詔書褒獎讚嘆，賜谷千斛，刻石立闕於閭門以表彰。命淳于恭的兒子淳于孝為太子舍人。

## 延伸阅读
[在维基数据编辑]
 《後漢書·卷39》，出自范晔《後漢書》
 《東觀漢記》